# Hungry Marie
Hungry Marie (腹ペコのマリー, Harapeko no Marī) est un manga écrit et dessiné par Ryūhei Tamura. Il s'agit de la seconde série de l'auteur après Beelzebub. Elle est prépubliée dans le magazine Weekly Shōnen Jump de l'éditeur Shūeisha entre le 27 février 2017 et le 16 octobre 2017, avant d'être compilée en quatre volumes reliés. La version française est éditée par Kazé à partir du 20 juin 2018,.

## Liste des volumes
| no | Japonais        | Japonais          | Français         | Français          |
| no | Date de sortie  | ISBN              | Date de sortie   | ISBN              |
| -- | --------------- | ----------------- | ---------------- | ----------------- |
| 1  | 4 juillet 2017  | 978-4-08-881179-6 | 20 juin 2018     | 978-2-82033-318-6 |
| 2  | 4 octobre 2017  | 978-4-08-881208-3 | 22 août 2018     | 978-2-82033-320-9 |
| 3  | 4 décembre 2017 | 978-4-08-881284-7 | 17 octobre 2018  | 978-2-82033-324-7 |
| 4  | 4 décembre 2017 | 978-4-08-881285-4 | 28 novembre 2018 | 978-2-82033-329-2 |